# Гринюк Сергій Миколайович
Сергій Миколайович Гринюк (нар. 3 травня 1967, Чернівці) — підприємець, спортивний функціонер, громадський діяч та політик. Екс-президент футбольного клубу «Буковина» (Чернівці). Депутат Чернівецької міської ради (з 2020 року).

## Біографія
Закінчив СШ № 23 та Чернівецький державний університет (інженерно-технічний факультет). Займався футболом у ДЮСШ «Буковина». Перший тренер — Михайло Кузьмін. Виступав в Чемпіонаті Чернівецької області за аматорські команди «Гравітон», «Легмаш» і «Меблевик».
Був президентом футзального клубу «Меркурій» (Чернівці).
У сезоні — 2010/2011 «Меркурій» став бронзовим призером першої ліги України. А ось в сезоні — 2011/2012 чернівецька футзальна команда стала найкращою у вітчизняній першій лізі.
Власник фірми «ГріКо». З листопада 2014 до закінчення 2017 року — президент футбольного клубу «Буковина» (Чернівці).
З 2020 року депутат Чернівецької міської ради.